# Hrvatska republikanska stranka
Hrvatska republikanska stranka (skraćeno: HRS) je hrvatska bosanskohercegovačka demokršćanska i federalistička politička stranka osnovana 2014. koja primarno djeluje na lokalnim razinama. Glavni cilj joj je rješenje ustavno-pravnog statusa bosanskohercegovačkih Hrvata. Zalaže se za BiH uređenu po konsocijacijskim i federalističkim načelima i prvenstveno za administrativno-upravnu jedinicu s relativnom hrvatskom većinom (treći entitet). Ističe ulazak u Europsku uniju kao prioritet budućnosti BiH te ekologiju i dizanje razine ekološke svijesti u narodu. Na općim izborima 2014. nije uspjela osvojiti nijedan mandat.

## Povijest

### Osnivanje
Na Četvrtom kongresu HDZ-a 1990 održanom u Sarajevu u srpnju 2013., na mjesto predsjednika stranke izabran je Martin Raguž koji je zamijenio dotadašnjeg predsjednika Božu Ljubića. Jedini protukandidat Martinu Ragužu bio je Slaven Raguž, predsjednik Gradskog odbora HDZ-a 1990 u Mostaru. Nakon približavanja Martina Raguža političkom Sarajevu, u HDZ-u 1990 nastupilo je nezadovoljstvo. Sukobi su ishodili ostavkama uglednih i visokopozicioniranih članova stranke nakon što je HDZ-u 1990 pripojen Hrvatski narodni savez BiH, ranije zvan HSS-NHI i nakon odluke da HDZ 1990 neće nastupiti zajedno s ostalim hrvatskim političkim strankama na općim izborima 2014.
Među onima koji su istupili iz stranke bio je i predsjednik mostarskog Gradskog odbora HDZ-a 1990, Slaven Raguž, koji je stranku napustio u travnju 2014. Zajedno s drugim nezadovoljnicima iz HDZ-a 1990 i drugim pristašama, Raguž je u Mostaru 11. svibnja 2014. osnovao Hrvatsku republikansku stranku. Na Osnivačkoj skupštini izabran je za predsjednika, a za njegovog zamjenika izabran je Slaven Bevanda. U privremeno predsjedništvo izabrani su Slaven Bevanda, Ivica Barabarić, Ivica Pušić i Dalibor Ravić.

### Izbori 2014.
Na izborima 2014. stranka nije uspjela osvojiti nijedan mandat, ni u općinskim, ni županijskim skupštinama. Nakon izbora ukazivali su na navodnu krađu glasova, jer su u konačnim rezultatima imali manje glasova nego u preliminarnim izvješćima biračkih odbora.

## Ideologija
Na Osnivačkoj skupštini, Raguž je obzanio da će HRS biti politička stranka koja će djelovati na lokalnim razinama kao oporba već postojećim političkim strankama. HRS se između ostalog zalaže za teritorijalnu autonomiju kroz federalnu jedinicu s relativnom hrvatskom većinom. Kao temelj djelovanja preuzet je dokument Biskupske konferencije BiH Politika po mjeri čovjeka, te je s tim u vezi HRS prihvatio demokršćanska načela i pripada desnom centru.
HRS kritizira Ured visokog predstavnika za BiH kao antidemokratsku instituciju te zbog odluka štetnih po Hrvate u BiH koje su donijeli visoki predstavnici Wolfgang Petritsch, Paddy Ashdown i Valentin Inzko. Nasuprot tomu, zalaže se za ulogu međunarodne zajednice kao posrednika, a ne kao suverene vlasti u Bosni i Hercegovini.
U skladu s dokumentom Politika po mjeri čovjeka Biskupske konferencije BiH, HRS se zalaže za stvaranje federalne jedinice s relativnom hrvatskom većinom i pretvaranje Hrvatskog narodnog sabora u nadstranačku instituciju gdje se treba definirati i odlučivati o svim pitanjima od vitalne nacionalne važnosti za hrvatski narod. Također se zalaže za ulazak BiH u Europsku uniju, podizanje ekološke svijesti, smanjenje broja mandata parlamentarcima i dužnosnicima u vlasti.
Glede gospodarstva, HRS se zalaže za rasterećivanje poduzetništva fiskalnom politikom, a to kompenzirati višim stopama na potrošnju, naročito povećanjem trošarina na luksuznu robu, alkohol i duhanske proizvode. HRS podržava proces otvaranja gospodarskih subjekata, te potenciranje i sufinanciranje intelektualnih usluga. Kao tri prioritetna gospodarska segmenta kroz koja bi trebalo definirati strategiju gospodarskog razvoja, navodi se poljoprivreda, turizam i industrijsko-energetski segment.
HRS također prihvaća protekcionistički stav o zaštiti domaće proizvodnje zabranom uvoza pojedinih kultura u vrijeme najveće proizvodnje istih, poticanje proizvodnje poljoprivrednih kultura uz jači nadzor davanja poticaja, te povećanje nadzora proizvodnje poljoprivrednih proizvoda u skladu sa standardima Europske unije.
Članstvo HRS-a uglavnom čine mlađi članovi, te stranka na službenoj stranici ističe da nitko od članova stranke nije bio član Saveza komunista.

## Djelovanje
HRS je 9. lipnja 2014. kritizirala rad ministra vanjskih poslova BiH Zlatka Lagumdžije i ministra komunikacija i prometa BiH Damira Hadžića zbog odobravanja uplovljavanja turskim ratnim brodovima u turistički gradić Neum, prosvjedujući da bi se time nanijela velika šteta mjesnom turizmu. Turski brodovi trebali su uploviti 14. srpnja 2014. Uplovljavanje turskih brodova u većinski hrvatski Neum trebalo je simbolizirati podršku turskog režima Recepa Tayyipa Erdoğana bošnjačkom političkom vodstvu i njihovoj politici unitarizma i centralizacije suprotstavljenoj hrvatskoj i srpskoj politici u BiH. Inicijativa HRS-a stigla je i do Vijeća ministara BiH te njegovog predsjedatelja Vjekoslava Bevande, koji su odbili dati suglasnost za ulazak turskih brodova u Neumski zaljev.
Dana 22. lipnja 2015. HRS je u Sabor Republike Hrvatske uspio progurati inicijativu da se prema Vladi RH kako bi se granični prijelaz Gabela Polje – Metković preimenovao u prijelaz za međunarodni cestovni promet. Inicijativu su pokrenuli preko zastupnika iz 11. Izborne jedinice koji su pismeni zahtjev HRS-a uputili u Saborsku proceduru, te se isti kasnije i usvojio, unatoč protivljenju vijećnika HDZ BiH i HDZ1990  čiji su vijećnici u vijeću javno se izjasnili protiv. HRS-ov prijedlog je ipak prihvaćen od strane Vlade RH, kao i povjerenstva Vijeća ministara, te je GP Gabela polje je preimenovan u GP za međunarodni cestovni promet.
Krajem 2016. i početkom 2017. HRS je uradio stručni elaborat povrata udjela u vlasništvu javnih poduzeća. U izradu elaborata su bile uključene stručne osobe iz domene prava, ekonomije i telekomunikacija, a za cilj je bilo zacrtano sudskim putem pokrenuti proces povrata udjela općina u vlasništvu javnih poduzeća, otetih nametnutim Odlukama Vlade FBiH iz 1999. i 2000. godine. HRS je inicijativu pokrenuo kroz Gradsko Vijeće Širokog Brijega gdje imaju svoga zastupnika. Nakon što je nekoliko puta vijećnička većina iz redova HDZ BiH odbila staviti prijedlog na dnevni red, tek 30.03.2017. je isti uvršten na dnevni red sjednice G.V. Široki Brijeg, te je isti većinski odbijen (HDZ BiH glasovao protiv), unatoč pozitivnom mišljenju gradskog odsjeka za gospodarstvo
Pored ostalog HRS se istakao brojnim sudskim prijavama gradske uprave grada Mostara zbog netransparentnog trošenja novca poreznih obveznika, reakcijama na napade i tužbe protiv pripadnika i zapovjednika HVO-a, te cijelim nizom drugih inicijativa koji su ovu stranku pozicionirali kao vrlo jaku alternativu HDZ BiH, HDZ 1990 i drugim strankama s hrvatskim predznakom koje su bile do sada dio vlasti u BiH na nekim od razinama vlasti. 

### Ustavne promjene u BiH
Uoči općih izbora 2014. jedino je HRS predložio konkretan model temeljitih ustavnih promjena te preustroja FBiH s uspostavom hrvatske federalne jedinice. Predlažu preustroj FBiH u federaciju dvije županije/dva kantona: bošnjačkog i hrvatskog, dok bi mješovite općine Mostar, Travnik i Gornji Vakuf/Uskoplje postali distrikti te kondominiji obiju županija.